# Паевский, Иван

Портрет Евдокии Жоравко. 1696 г.

Иван Пае́вский — художник конца XVII века.
Украинец по происхождению. Самой известной картиной И. Паевского является «Портрет жены новгород-северского сотника Евдокии Жоравко с тремя детьми», написанный 1696 или 1697 году.
Считают, что кисти И. Паевского принадлежит также портрет архимандрита Новгород-Северского
Спасо-Преображенского монастыря Михаила Лежайского, написанный 1696 г.
Произведения И. Паевского хранились в Черниговском областном историческом музее, но во время Второй Мировой войны в 1941 году погибли.
Сохранилась копия портрета Евдокии Жоравко.